# Pytho seidlitzi
Pytho seidlitzi is een keversoort uit de familie blauwe schorskevers (Pythidae). De wetenschappelijke naam van de soort werd in 1925 gepubliceerd door Kenneth Gloyne Blair.